# Революційний трибунал (СРСР)
Революційний трибунал, також Ревтрибунал — спеціальний судовий орган, що створювався більшовицькою владою після перевороту в Росії, а згодом на інших зайнятих територіях.
В Україні революційні трибунали впроваджено декретом харківського радянському уряду з 4 січня 1918 року. На початку 1919 — органи місцевих більшицьких ревкомів. 15 квітня 1919 року утворено Верховний революційний трибунал при ВУЦВК для розгляду особливо важливих справ. У грудні 1922 у зв'язку з загальною судовою реформою в УРСР революційні трибунали скасовано.
Революційні трибунали розправлялися з ворогами радянської системи (за «контрреволюційні злочини») позаправними методами. Критерієм правосуддя була революційна доцільність, а суддями і виконавцями брутальні чекісти. Революційні трибунали вславилися терором проти політичних та класових противників.